# Клюкошицы
Клюкошицы — деревня в Ям-Тёсовском сельском поселении Лужского района Ленинградской области.

## История
КЛЮКОШИЦЫ — деревня при реке Тесове, Савловского сельского общества, прихода села Флоровского.
 
Крестьянских дворов — 29. Строений — 148, в том числе жилых — 24. Три ветряных мельницы. 

Число жителей по семейным спискам 1879 г.: 66 м. п., 77 ж. п.; по приходским сведениям 1879 г.: 62 м. п., 72 ж. п.

В конце XIX — начале XX века деревня административно относилась к Тёсовской волости 5-го стана 3-го земского участка Новгородского уезда Новгородской губернии.

КЛЮКОШИЦЫ — деревня Савловского сельского общества, дворов — 19, жилых домов — 19, число жителей: 38 м. п., 50 ж. п. 

Занятия жителей — земледелие, выпас телят. Мануфактурная лавка. (1907 год)

В начале XX века в деревне в часовне находились три каменных круглых креста.
С 1917 по 1927 год деревня Клюкошицы входила в состав Тёсовской волости Новгородского уезда Новгородской губернии.
С 1927 года, в составе Волосковского сельсовета Оредежского района.
В 1928 году население деревни Клюкошицы составляло 155 человек.
По данным 1933 года деревня Клюкошицы входила в состав Волосковского сельсовета Оредежского района.
C 1 августа 1941 года по 31 января 1944 года деревня находилась в оккупации.
С 1959 года, в составе Лужского района.
В 1965 году население деревни Клюкошицы составляло 101 человек.
По данным 1966 и 1973 годов деревня Клюкошицы являлась административным центром Волосковского сельсовета Лужского района.
По данным 1990 года деревня Клюкошицы входила в состав Ям-Тёсовского сельсовета.
По данным 1997 года в деревне Клюкошицы Ям-Тёсовской волости проживали 38 человек, в 2002 году — 41 человек (русские — 98 %).
В 2007 году в деревне Клюкошицы Ям-Тёсовского СП проживали 37 человек, в 2010 году — 34, в 2013 году — 38.

## География
Деревня расположена в восточной части района на автодороге 41К-662 (Оредеж — Тёсово-4 — Чолово).
Расстояние до административного центра поселения — 10 км.
Расстояние до ближайшей железнодорожной станции Чолово — 18 км. 
Деревня расположена на правом берегу реки Тёсова.

## Демография
| 1879 | 1909 | 1928 | 1965 | 1997 | 2007 | 2010 |
| ---- | ---- | ---- | ---- | ---- | ---- | ---- |
| 143  | ↘88  | ↗155 | ↘101 | ↘38  | ↘37  | ↘34  |
| 2013 | 2017 |      |      |      |      |      |
| ↗38  | ↘34  |      |      |      |      |      |

## Достопримечательности
- Церковь во имя святых мучеников Флора и Лавра. Основана до 1566 года, деревянная, перестроена в 1864 году, вновь перестроена в каменную в 1872 году, действующая
- Часовня во имя святых мучеников Флора и Лавра. Каменная, постройки XIX века, действующая[18].

## Улицы
Деревенская, Центральная.